# Causa diminuta
Causa diminuta ou causa genuína mas insignificante é uma falácia que consiste em apontar uma causa real, mas insignificante se comparada a outras causas. É importante notar que, se as outras causas são igualmente insignificantes, a falácia não se aplica.

## Exemplos
- Fumar causa a poluição do ar em Edmonton.

Verdade, mas é uma causa secundária diante da fumaça dos automóveis.